# Blepephaeus annulatus
Blepephaeus annulatus là một loài bọ cánh cứng trong họ Cerambycidae.